# Огарёв, Постник Григорьевич
Постник Григорьевич Огарёв (вторая половина XVI века — первая половина XVII века) — русский дипломат (годы активности: 1585—1605).

## Биография
Из дворянского рода Огарёвых. Дворянин московский. Впервые упомянут в 1585 году, когда был послан встречать польского посла. В 1590 году — пристав при польском посольстве.
В 1591 году участвовал в битве с крымскими татарами, в которой отличился, за что получил в награду шубу и 25 рублей.
В 1598 году Огарёв участвовал в избрании на царство Бориса Годунова и подписался под избирательной грамотой. В 1601 году снова был приставом у польских послов. В 1605 году Борисом Годуновым был послан в Польшу требовать от короля Сигизмунда III, чтобы тот не оказывал помощи объявившемуся в то время в Польше Лжедмитрию, и, если возможно, арестовал его с приверженцами. Это посольство не увенчалось успехом.